# Adore (песня Cashmere Cat)
«Adore» (с англ. — «Боготворить») ― сингл норвежского диджея и продюсера Cashmere Cat при участии американской певицы Арианы Гранде. Он был выпущен в цифровом формате 3 марта 2015 года лейблами Friends Keep Secrets и Interscope Records.

## Создание
«Adore» ― вторая совместная работа Cashmere Cat и Гранде. В песне присутствует вокал фальцетом, атмосферные элементы танцевальных ритмов и ударов грохочущей перкуссии, а также вокальная интерполяция классического R&B хита Джонни Гилла «My, My, My».

## Живые выступления
Песня была впервые представлена в туре Гранде The Honeymoon Tour, в котором Cashmere Cat исполнил песню вместе с Гранде.

## Критика
USA Today оценила песню как одну из 50 лучших в 2015 году, написав: Высокий вокал Гранде никогда не звучал лучше, чем на этом необычном R&B треке.

## Чарты
| Чарт(2015)                        | Высшая позиция |
| --------------------------------- | -------------- |
| Бельгия/Фландрия (Ultratop Urban) | 27             |
| США (Billboard Hot 100)           | 93             |